# یایلاک (ساری‌یاخچی)
یایلاک (به ترکی استانبولی: Yaylak) یک منطقهٔ مسکونی در ترکیه است که در ساری‌یاخچی واقع شده‌است.